# Estação Aeroporto (Bahia)
Estação Aeroporto é uma das estações do metrô de Salvador, no Brasil. É uma das estações terminais da Linha 2, é adjacente à Estação Mussurunga e atende ao Aeroporto Internacional de Salvador. Foi inaugurada em 26 de abril de 2018, quando também teve seu funcionamento aberto. Na primeira metade de 2019, foi a terceira estação em quantidade de embarques diários (atrás da Lapa e Pirajá).
Salvador e Lauro de Freitas possuem um litígio territorial que abarca a localização das estações metroviária e de ônibus. Assim, o município de Salvador as inclui dentro do bairro de São Cristóvão, em seu Plano Diretor de Desenvolvimento Urbano (PDDU 2016) e na lei de delimitação dos bairros soteropolitanos. Já o município de Lauro de Freitas reclama a administração desse território. O litígio aguarda resolução na Assembleia Legislativa, na qual uma lei estadual seja aprovada com a definição dos limites intermunicipais, que é competência estadual.
Em novembro de 2017, foi proposto o nome "Estação 2 de Julho" para a estação, remetendo ao antigo nome do Aeroporto Internacional Dep. Luís Eduardo Magalhães.
O prolongamento da linha 2 com mais uma estação, a Estação Lauro de Freitas, depende do funcionamento da Estação Aeroporto, pois o contrato de concessão do sistema exige da concessionária a apresentação do projeto desse prolongamento (chamado de tramo 2 da linha 2). O projeto deve ser apresentado em até 180 dias contados a partir de quando a Estação Aeroporto, uma vez construída, atingir a marca de 6 mil passageiros por dia em horários de pico durante seis meses. Em 2018, a Associação Nacional dos Transportadores de Passageiros sobre Trilhos (ANTPTrilhos) projetou que o tramo 2 deve ter sua construção contratada ou iniciada até 2023. Ao fim do primeiro semestre de 2019, a média nesse período de seis meses foi de 3 997 embarques diários no horário matutino de pico (entre 7h e 8h) e 3 697 no horário vespertino de pico (entre 17h e 18h). O valores máximos ocorreram no mês de junho de 2019, sendo 4 343 pela manhã e 4 122 pela tarde.

## Características
A estação tem 5 983,00 metros quadrados de área construída em trecho de superfície com integração a um terminal de ônibus urbano através de uma passarela. A inauguração do terminal de integração de ônibus foi prevista para 120 dias após a inauguração da estação metroviária. Possui duas plataformas laterais de embarque/desembarque. O bicicletário tem capacidade para 108 bicicletas.
Além do terminal de ônibus urbano, a estação conta também com integração a um terminal de translado por ônibus (shuttle) para o aeroporto de Salvador, a cada intervalo máximo de 10 minutos e sem paradas intermediárias.